# Хейан-Мару
Хейан-Мару (Heian Maru) — судно, яке під час Другої світової війни взяло участь у операціях японських збройних сил біля східного узбережжя Японського архіпелагу, на Курильських островах та в Мікронезії.

## Передвоєнна історія
Хейан-Мару спорудили як пасажирське судно в 1930 році на верфі Osaka Iron Works на замовлення компанії Nippon Yusen Kaisha.
3 жовтня 1941-го Хейан-Мару реквізували для потреб Імперського флоту Японії та призначили для переобладнання у плавучу базу підводних човнів. До 30 грудня судно пройшло в Кобе на верфі Mitsubishi Heavy Industries відповідну модернізацію, під час якої його, зокрема, озброїли чотирма 152-мм гарматами та двома установками спарених 13,2-мм зенітних кулеметів.

## Служба в січні— серпні 1942
По завершенні модернізації Хейан-Мару став плавбазою 1-ї ескадри підводних човнів, яка в початковий період війни здійснювала походи з атола Кваджелейн (Маршаллові острови). Як наслідок, 31 грудня 1941 — 8 січня 1942 корабель здійснив перехід з Куре до Кваджелейну.
1 лютого 1942-го Кваджелейн став ціллю для рейду американського авіаносного з'єднання, під час якого потоплено чи пошкоджено низку кораблів та суден, проте Хейан-Мару не постраждала.
9 лютого 1942-го плавбаза полишила Маршаллові острови та 17 лютого прибула до Куре. До серпня вона залишалась у Японії, при цьому з кінця весни переформатована 1-ша ескадра діяла на алеутському напрямку.

## Участь у кампанії на Соломонових островах
7 серпня 1942-го союзники висадились на сході Соломонових островів, що започаткувало шестимісячну битву за Гуадалканал та змусило японське командування перекидати до регіону підкріплення. У середині місяця до регіону вирушили кілька човнів 1-ї ескадри, а Хейан-Мару 18—24 серпня пройшла з Йокосуки на атол Трук у центральній частині Каролінських островів (тут ще до війни створили потужну базу японського ВМФ, з якої до лютого 1944-го провадились операції в цілому ряді архіпелагів).
Втім, невдовзі Хейан-Мару повернулась до Японії, а 24 серпня 1942-го вийшла з Куре, маючи на борту військовослужбовців та автомобілі. 5 жовтня судно досягнуло Рабаула та стало під розвантаження.
Згодом Хейан-Мару перейшла на Трук, проте 25—28 грудня 1942-го здійснила звідси ще один транспортний рейс до Рабаула.
На початку травня 1943-го плавбаза прибула з Труку до Японії.

## Участь у Алеутській кампанії
У травні 1943-го американці розпочали операцію з повернення під свій контроль кількох островів Алеутського архіпелагу, захоплених за рік до того японськими силами. У межах протидії цьому Хейан-Мару 27 травня — 2 червня перейшла до острова Парамушир (Курильські острови) для підтримки операцій 1-ї ескадри на Алеутах. На плавбазі також розмістили штаб контрадмірала Коди, який керував операцією з евакуації гарнізону острова Киска (остання упродовж двох місяців провадилась підводними човнами і лише останній рейс здійснили есмінці).
Наприкінці липня 1943-го японці завершили евакуацію Киски, а 14 серпня Хейан-Мару прибула до Йокосуки.

## Рейси на Трук
5 вересня 1943-го Хейан-Мару напряму підпорядкували командуванню Об'єднаного флоту, після чого корабель став використовуватись для виконання транспортних функцій.
16—19 вересня 1943-го Хейан-Мару пройшло з Йокосуки до Шанхаю, де прийняло 1900 бійців 17-ї піхотної дивізії, 240 автомобілів, різноманітні припаси та торпеди. За кілька діб судно вирушило у складі конвою «Тей №2 Го», кінцевим пунктом призначення якого був Рабаул. 2 жовтня загін прибув на атол Трук у центральній частині Каролінських островів (тут ще до війни створили потужну базу японського ВМФ, з якої до лютого 1944-го провадились операції в цілому ряді архіпелагів) і тієї ж доби рушив далі, а 5 жовтня почав розвантаження в Рабаулі. 6—9 числа Хейан-Мару пройшло у складі конвою на Трук, а 14—21 числа здійснило перехід звідти до Йокосуки.
З 23 жовтня по 7 листопада 1943-го Хейан-Мару провело на верфі ВМФ у Йокосуці, де з нього зняли 152-мм гармати та істотно підсилили зенітне озброєння, встановивши дві 120-мм зенітні гармати, дві спарені установки 25-мм автоматів та дві спарені установки 13,2-мм кулеметів.
14—23 листопада 1943-го Хейан-Мару у складі конвою № 3115 пройшов з Йокосуки на Трук. Під час цього переходу 19 листопада американський підводний човен USS Dace обрав Хейан-Мару ціллю для торпедної атаки, але промахнувся.

## Служба на Труці
На Труці Хейан-Мару повернулось до виконання обов'язків плавбази 1-ї ескадри підводних човнів. 15 січня 1944-го ескадру розформували, проте Хейан-Мару й надалі постачало субмарини амуніцією та припасами.
Вранці 17 лютого 1944-го по Труку завдало потужного удару американське авіаносне угруповання (операція «Хейлстоун»), яке змогло знищити в цьому рейді кілька бойових кораблів та близько трьох десятків інших суден. «Хейан-Мару», що мало на борту командувача Шостого флоту (підводні сили) та його штаб, певний час маневрувало у лагуні. Після опівдня пікіруючий бомбардувальник скинув на судно дві бомби, що вивело з ладу один із гребних валів та призвело до надходження води в корпус, втім, аварійні заходи дозволили вирівняти крен. Після заходу сонця «Хейан-Мару» ошвартувалось біля причалу та висадило адмірала і штаб, а також почало вивантажувати торпеди. За годину після опівночі почався черговий наліт і «Хейан-Мару» полишило пірс, все ще мавши на борту торпеди. За дві години по тому дві бомби уразили судно в одне з машинних відділень та спричинили пожежу, а через кілька хвилин кормову частину «Хейан-Мару» поцілили наступні дві бомби. Пожежа швидко вийшла з-під контролю та загрожувала досягнути торпед і менш ніж за дві години після ураження віддали наказ полишити судно. У бою загинув 1 член екіпажу та 16 пасажирів. Вранці літаки з авіаносця USS Bunker Hill атакували палаюче «Хейан-Мару» та уразили його торпедою, після чого судно затонуло (попередні атаки, ймовірно, виконали пілоти з авіаносців USS Yorktown та USS Enterprise).
Рештки «Хейан-Мару» лежать на глибині від 15 до 36 метрів.